# Tellervo vaneeckeni
Tellervo vaneeckeni är en fjärilsart som beskrevs av Felix Bryk 1937. Tellervo vaneeckeni ingår i släktet Tellervo och familjen praktfjärilar. Inga underarter finns listade i Catalogue of Life.